# Agudos do Sul
Agudos do Sul là một đô thị thuộc bang Paraná, Brasil. Đô thị này có diện tích 192,228 km², dân số năm 2007 là 8601 người, mật độ 42 người/km².